# Dunavac
Dunavac (v srbské cyrilici Дунавац) je název pro slepé rameno řeky Dunaje, které se nacházelo a ještě zčásti existuje v srbském městě Novi Sad. V současné době je dochována pouze jeho jižní/západní část v blízkosti městské části Liman západně od pláže Štrand (kde slouží jako přístav pro jachty). V minulosti se jednalo o slepé rameno, které zasahovalo až do samotného města Nového Sadu (přesněji až k Biskupskému paláci).
Jeho existence je důvodem, proč se historické jádro města (které je soustředěno okolo ulic Zmaj Jovina a Dunavska) nachází dále od břehu Dunaje. Slepé rameno obklopovaly četné močály a bažiny, na kterých se nacházely různé ostrovy. Prostor byl velmi dlouho nevyužitý, sloužil většinou k rybaření. V bažinách ve své době utonulo několik obyvatel Nového Sadu.
Na počátku 90. let existovala myšlenka vybudovat v dochované části zoologickou zahradu.